# Saiss
Saiss (àrab: سايس, Sāys; amazic estàndard marroquí: ⵙⴰⵢⵙ, Says) és un dels sis arrondissements de la ciutat de Fes, dins de la prefectura de Fes, a la regió de Fes-Meknès, al Marroc. Segons el cens de 2014 tenia una població total de 207.345 persones.